# Aloe chlorantha
Aloe chlorantha (укр. Алое хлоранта, алое зеленоквіткове) — сукулентна рослина роду алое.

## Етимологія
Видовий епітет chlorantha, chloros — зелений, anthus — квітка, належить до унікальних квітів зеленого кольору.

## Опис
Рослини одиночні, іноді утворюють невеликі групи, з коротким прямостоячим стеблом до 100 см заввишки покриті спідницею з сухого листя. Листя в щільних апікальних розетках до 400×80 мм, висхідниі, ланцетні, загострені, вершини часто злегка увігнуті, поверхня мутно-зеленого, до пурпурно-зеленого кольору, помітно блідніші на нижній поверхні, краї з червонувато-коричневими трикутними зубцями. Суцвіття поодинокі прямі, до 160 см заввишки, мають великі м'ясисті прицвітники, і китицю 35-60 см в довжину. Квіти (оцвітина) невеликі, характерного зеленувато-жовтого кольору, до 12 мм у довжину. Плоди — капсули довжиною 17 мм. Насіння 4,5×2 мм. Час цвітіння з вересня по листопад.

## Природоохоронний статус
Aloe chlorantha не часто зустрічається у віддалених частинах Кару. Рослини здорові без будь-яких загроз. Тим не менш, вони класифікуються як вразливі види (VUD2) в Червоній книзі південноафриканських рослин (Victor 2009).

## Природне середовище
Цей вид є ендеміком південної частини Північної Капської провінції, обмежується вершинами декількох хребтів у верхньому Кару, де він зазвичай вклинюється між долоритових валунів. Його середовище проживання — скелясті пагорби і невеликі гори на відкритій сонячній місцевості на висоті 1 400 м над рівнем моря. Пов'язані види включають в себе різні чагарники і сукуленти, такі як Bulbine abyssinica, Sarcocaulon salmoniflorum, Euphorbia stellispina, Euphorbia hypogaea і Crassula nudicaulis. Опади в основному відбуваються в зимовий період і влітку (зливи), і коливаються від 150 до 200 мм на рік. Літо спекотне, щоденна середня температура близько 27 °C. Середня температура взимку становить 10,6 ºС, бувають сильні морози.

## Екологія
Рослини запилюються бджолами та іншими комахами. Міцний квітконіс, як правило, вказує на адаптацію до запилення птахами. Росте на відкритих північних і західних схилах, зелене листя стають пурпурними в посушливі періоди.

## Вирощування
Маючи невеликі зеленувато-жовті квіти Aloe chlorantha не настільки привабливі, як його близькі родичі. Тим не менш, його вирощують у Південній Африці в садах. У цьому регіоні краще вирощувати на відкритому сонці. За межами свого середовища проживання краще всього вирощують в контейнерах в теплиці в контрольованих умовах. Розмножується легко з насіння. Насіння проростають протягом 3 тижнів, рослини цвітуть на четвертий рік.